# João Nepomuk Ender
João Nepomuk Ender (Viena, 3 de novembro de 1793 – Viena, 16 de março de 1854) foi um pintor austríaco.

## Biografia
Como um pintor de retratos, ele foi exitoso em uma idade precoce. Ele estudou na Academia de Artes Plásticas de Viena, e, antes de alcançar sua maioridade, venceu seus quatro prêmios principais. De 1818 a 1819, ele ambulou com o Conde de Szecheni de Hungária de Turquia a Grécia. Em 1820, ele foi a Itália, e em Florencia e Roma produziu uma série de obras de temas bíblicos e históricos. Depois de estar um ano em Paris, ele retornou a Viena, em 1827, onde dedicou-se à retratos miniaturais e pinturas históricas, sendo professor da Academia de 1829 a 1850.

## Obras
Dentre suas obras estão:

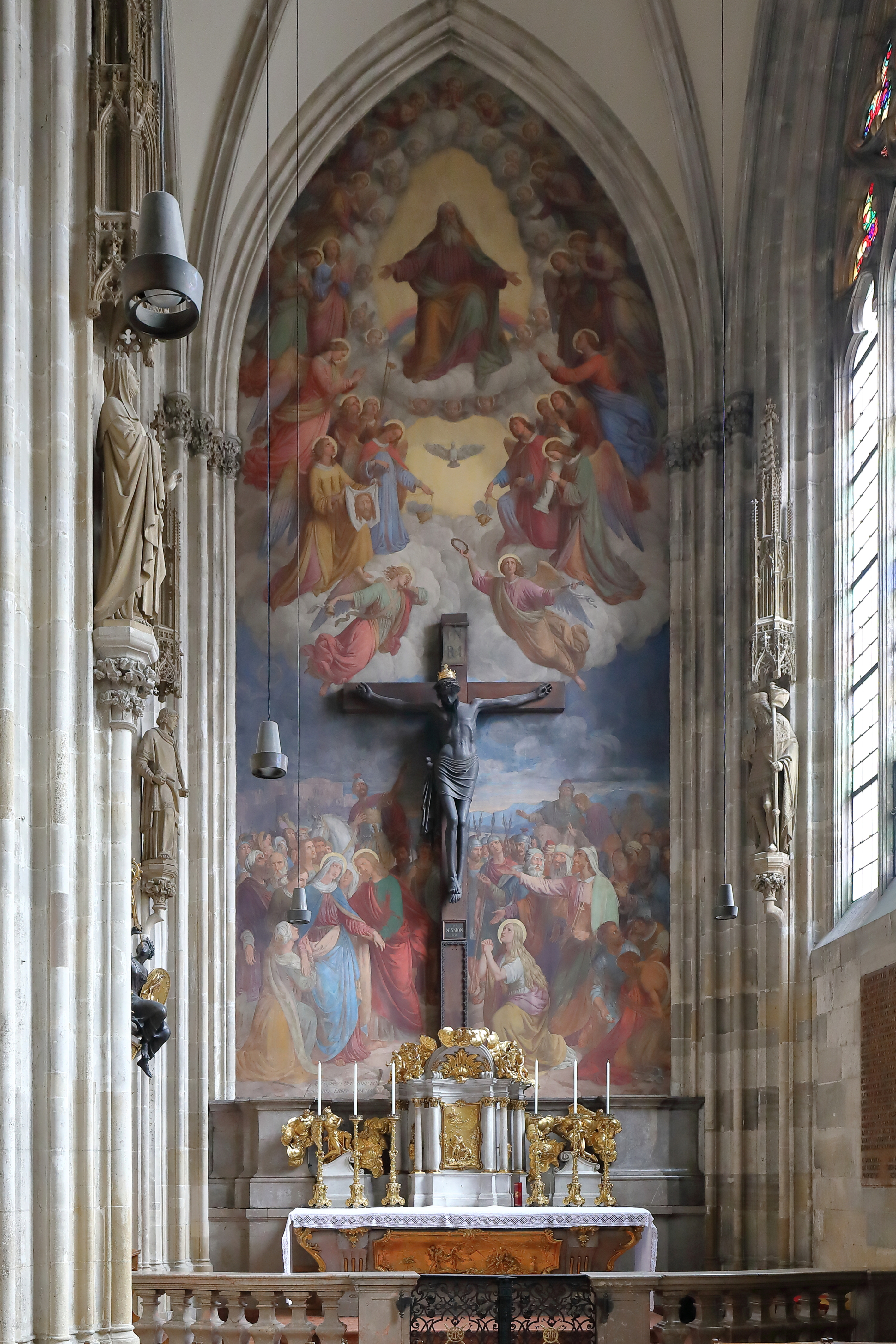
Fresco na eclésia catedral de Viena (1853)

- "Nossa seniora com o Cristo recém-nascido adormecido" (Museu de Viena)
- "Marco Aurélio em seu leito de morte" (1814, Galeria de Esterhazy)
- "A Crucificação", sua obra-prima (um afresco na eclésia catedral de Viena)
- "Oreste perseguido pelas Fúrias" (1815)
- "Minerva a mostrar Ítaca a Ulisse" (1816)
- "Pressuposto" (1817)
- "A dormitar no sepulcro de Cristo" (1817)
- "Judite" (exibido em 1824)
- "Miguel I de Portugal" (1827, no Palácio de Queluz)
- "Das Trevas, a Luz" ou "Alegoria da Academia de Ciências de Hungária" (1831)
- "Baco a encontrar Ariadne"

Igualmente notável é sua caricatura magna da entrada de Cristo em Jerusalém.